# Mame Diouf
Mame Biram Diouf (* 16. Dezember 1987 in Dakar) ist ein senegalesischer Fußballspieler, der bei Göztepe Izmir unter Vertrag steht.

## Vereinskarriere
Mame Diouf begann seine Karriere in der Heimat bei ASC Diaraf. Über Vermittlung seiner Landsmänner Madio Konate und Pape Paté Diouf, die bereits beim norwegischen Verein Molde FK unter Vertrag standen, absolvierte er unter dem damaligen Trainer Arild Stavrum dort ein Probetraining, in dem er überzeugen konnte. Nachdem der glücklos agierende Stavrum von Molde entlassen wurde, verzögerte sich seine Verpflichtung bis zum Januar 2007. Molde war gerade nach elf Jahren in der obersten Spielklasse in die Adeccoligaen abgestiegen und bemühte sich um den sofortigen Wiederaufstieg. Mame Diouf schlug sofort ein und avancierte mit zehn Saisontoren zum besten Torschützen seiner Mannschaft. Molde war die ausgeglichenste Mannschaft und feierte zum Ende der Saison den Meistertitel und damit verbundenen Wiederaufstieg aus der Adeccoligaen. Als er in der Folgesaison auch in den Tippeligaen mit starken Leistungen auffiel, zog er das Interesse diverser Scouts auf sich. Unter anderem waren der FC Groningen, der FC Arsenal, Feyenoord Rotterdam, West Bromwich Albion und der FC Red Bull Salzburg an ihm interessiert.
Im Juli 2009 gab Manchester United die Verpflichtung des Spielers bekannt. Bis zum Ende der Saison 2009 stürmte der Torjäger jedoch noch auf Leihbasis für Molde. Diese Vereinbarung trafen ManUtd und Molde in den Transferverhandlungen um den Spieler. In der Saison 2009 steigerte er sich daraufhin noch einmal und schoss 16 Tore in 29 Saisoneinsätzen. Damit verpasste er um einen Treffer die Torjägerkrone. Auch durch seine starken Leistungen feierte Molde am Ende der Spielzeit den Vizemeistertitel. Ein Höhepunkt war der 5:2-Sieg gegen Brann Bergen am 12. Juli 2009. Mame Diouf schoss in den ersten neun Minuten einen Hattrick und besorgte in der 27. Spielminute auch noch das vierte Molde-Tor.
Im Januar 2010 stieß Diouf schließlich zum United-Kader von Alex Ferguson und kam bis zum Ende der Saison 2009/10 im Sturmzentrum hinter Wayne Rooney, Dimitar Berbatow und Michael Owen zu 5 Einwechslungen in der Premier League, in denen er ein Tor erzielte. Parallel dazu sammelte der Stürmer Spielpraxis bei den Reserves und kam 5-mal in der Premier Reserve League zum Einsatz, wobei er 4 Tore erzielte.
Zur Saison 2010/11 wurde er innerhalb der Premier League an die Blackburn Rovers verliehen. Dort erzielte er in 26 Premier-League-Einsätzen (17-mal von Beginn) 3 Tore.
Zur Saison 2011/12 kehrte Diouf zu Manchester United zurück, kam aber hinter Rooney, Berbatow, Chicharito und Danny Welbeck jedoch nur zu 3 Einsätzen im League Cup und 6 Einsätzen bei den Reserves, in denen er 7 Tore erzielte.
Ende Januar 2012 wechselte er in die Bundesliga zu Hannover 96. Er unterschrieb bei den Niedersachsen einen Kontrakt bis 2014. Am 4. Februar 2012 (20. Spieltag) debütierte Diouf für 96 beim 1:0-Auswärtserfolg gegen Hertha BSC. Hier wurde er zur zweiten Hälfte für Manuel Schmiedebach eingewechselt und gab die Vorlage zum einzigen Treffer von Mohammed Abdellaoue. Sein erstes Bundesliga-Tor für die Niedersachsen erzielte Diouf am 19. Februar 2012 (22. Spieltag) zum zwischenzeitlichen 2:0 im 4:2-Heimerfolg gegen den VfB Stuttgart. In der Europa League traf er erstmals am 23. Februar 2012 gegen den FC Brügge, bis zum Ausscheiden Hannovers nach dem Viertelfinale traf er in diesem Wettbewerb insgesamt viermal. Bis zu seiner verletzungsbedingten Auswechslung am 30. Spieltag und dem aus der Sprunggelenks-Verletzung resultierenden vorzeitigen Saisonaus erzielte Mame Diouf in zehn Bundesliga-Spielen sechs Tore für Hannover. Im Sommer 2014 verlängerte er seinen auslaufenden Vertrag nicht.
Diouf wechselte zur Saison 2014/15 zurück in die Premier League und unterschrieb einen Vierjahresvertrag bei Stoke City. In der Saison 2017/18 stieg er mit dem Verein in die Championship ab, in der Diouf mit Stoke in den Spielzeiten 2018/19 und 2019/20 spielte.
Zur Saison 2020/21 schloss sich der 32-jährige Diouf dem türkischen Erstligisten Hatayspor an. Sein Debüt für Hatayspor gab er am 14. September 2020 (1. Spieltag) gegen Istanbul Başakşehir FK, als er bei einem 2:0-Sieg einen Treffer vorbereitete. 12 Tage darauf (3. Spieltag) schoss er gegen Kasımpaşa Istanbul den 1:0-Siegtreffer und bescherte somit den Sieg. Im Jahr 2021 wurde Diouf aber immer besser und schoss dort bereits zwei Doppelpacks und insgesamt sechs Tore in 11 Spielen (Stand: 27. Februar 2021).

## Nationalmannschaft
Bereits ab 2004 spielte er in der senegalesischen U-20-Nationalmannschaft, für die er insgesamt 18 Spiele absolvierte, in denen er sieben Treffer erzielte. 2009 debütierte er in einem Freundschaftsspiel in Paris gegen die DR Kongo für Senegal; Das Spiel verlor der Senegal aber mit 0:2.
Mit der Nationalmannschaft qualifizierte er sich für die Fußball-Weltmeisterschaft 2018 in Russland. Diouf konnte nach enttäuschenden Leistungen das Ausscheiden seines Teams nicht verhindern.

## Erfolge
Titel
- League Cup: 2010
- Tippeligaen: Vizemeister 2009
- Adeccoligaen: Meister 2007 (zweithöchste Spielklasse)

Persönliche Auszeichnungen
- Niedersachsens Fußballer des Jahres: 2013
- Tor des Monats: Januar 2013[14]

## Familie
Diouf ist Muslim. Seine Mutter, Gnilane, starb bei der Massenpanik in Mekka 2015, während seine Schwester mit kleinen Verletzungen überlebte. Sein jüngerer Bruder Mame Mbar Diouf war ebenfalls als Fußballspieler aktiv, mit ihm spielte er 2009 zusammen bei Molde FK.